# Adlikon bei Andelfingen
Pour les articles homonymes, voir Adlikon.
Adlikon est une ancienne commune et une localité de la commune d'Andelfingen, située dans le district zurichois d'Andelfingen, en Suisse.

## Histoire
Depuis le 1er janvier 2023, la commune, ainsi que celle d'Humlikon, ont rejoint la commune d'Andelfingen.

Photo aérienne (1946).